# Ali Dahleb
Ali Dahleb (né le 25 août 1969 à El-Harrach en Algérie) est un joueur de football international algérien, qui évoluait au poste de milieu de terrain.
Il compte 44 sélections en équipe nationale entre 1992 et 1999.

## Biographie

### Carrière en sélection
Avec l'équipe d'Algérie, il dispute 44 matchs (pour 3 buts inscrits). Il figure notamment dans le groupe des 23 joueurs lors des CAN de 1996 et 1998.

## Palmarès
- Champion d'Algérie en 1994 avec l'US Chaouia.
- Vainqueur de la Coupe d'Algérie en 1998 et 2002 avec le WA Tlemcen.
- Finaliste de la Coupe d'Algérie en 2000 avec le WA Tlemcen.
- Finaliste de la Coupe de la ligue en 1999 avec le WA Tlemcen.
- Vainqueur de la Coupe arabe des clubs champions en 1998 avec le WA Tlemcen.